# ロイヤル・エア・モロッコ630便墜落事故
ロイヤル・エア・モロッコ630便墜落事故は、1994年8月21日にモロッコで発生した航空事故である。アガディール・アル・マシーラ空港からムハンマド5世国際空港へ向かっていたロイヤル・エア・モロッコ630便（ATR 42-312）がアトラス山脈に墜落し、乗員乗客44人全員が死亡した。機長による意図的な墜落であるとされている。この事故は当時、ATR 42で発生した航空事故としては最悪のものだった。

## 飛行の詳細

### 事故機
事故機のATR 42-312（CN-CDT）は1989年に製造され、同年1月20日に初飛行を行っていた。ロイヤル・エア・モロッコに納入されたのは同年3月24日で、2基のプラット・アンド・ホイットニー・カナダ PW120を搭載していた。

### 乗員乗客
機長は32歳の男性で、総飛行時間は約4,500時間だった。副操縦士は女性だった。
乗客にはサバーハ・アル＝アフマド・アル＝ジャービル・アッ＝サバーハの兄弟であるクウェートの王子とその妻を含む40人が搭乗していた。乗客の多くはモロッコ人であったが、8人のイタリア人、5人のフランス人、4人のオランダ人、2人のクウェート人、1人のアメリカ人が少なくとも乗客として搭乗していた。

## 事故の経緯
現地時間19時、630便はアガディール・アル・マシーラ空港を離陸し、自動操縦で16,000フィート (4,900 m)への上昇を開始した。離陸の10分後、高度11,480フィート (3,500 m)付近で機長は自動操縦を解除し、機体を急降下させた。副操縦士は遭難信号を発し、機長を止めようとした。630便はアガディールの北約20海里地点にあるアトラス山脈のDouar Izounine付近に墜落した。墜落の衝撃は激しく、遺体の身元確認が困難なほどだった。

## 調査
モロッコの運輸省によって設立された事故調査委員会が調査を行った。現場から回収されたコックピットボイスレコーダー（CVR）とフライトデータレコーダーはパリに送られ、解析が行われた。CVRには副操縦士が助けを求める声が録音されており、記録は副操縦士の「助けて、助けて、機長が...（Help, help the pilot is...）」と言う発言で終わっていた。フランスの通信社は機長が失恋によって自殺を図ったと報じた。しかし、調査委員会はこの情報について確認できなかったと述べた。
調査委員会は最終的に「機長が自動操縦を解除し、機体を地面へ向けて急降下させた」と結論づけた。この結論に対してモロッコのパイロット組合は異議を唱えた。